# 롭 홀딩
로버트 새뮤얼 "롭" 홀딩(Robert Samuel "Rob" Holding, 1995년 12월 20일 ~ )은 잉글랜드의 축구 선수이다. 현재 미국 메이저 리그 사커의 콜로라도 래피즈에서 활약하고 있다.